# Osteina
Osteina is een geslacht van schimmels behorend tot de familie Dacryobolaceae. De typesoort is Osteina obducta.

## Soorten
Volgens Index Fungorum telt het geslacht drie soorten (peildatum januari 2022):
| Soortnaam                          | Auteur(s)                             | Publicatiejaar |
| ---------------------------------- | ------------------------------------- | -------------- |
| Osteina obducta                    | (Berk.) Donk                          | 1966           |
| Osteina rhodophila                 | (Spirin & Zmitr.) Bernicchia & Gorjón | 2020           |
| Osteina undosa (Wijdporiekaaszwam) | (Peck) Zmitr.                         | 2018           |